# 测量仪器
测量仪器（英語：Measuring instrument）又称测量仪表、检测仪表，简称度量器、度量仪，是用来进行各种测试而取得相关数据的度量工具，即测量时所使用的测定“仪”或“器”。
在物理学、工程学、以及品质保证上，皆有需要通过测量来获得的相关物理量。而使用测量仪器正是一种标准化的测量手段。但是由于仪器生产过程，以及测量误差等种种原因，通过各种测量仪器所获得的物理量依然存在其不确定度。
测量仪器的量程（instrument range）又称儀表範圍，是指度量工具（仪表、仪器）所能測量物理量的範圍，其值為最大測量值（上限）和最小值測量值（上限）之差的绝对值。

## 种类

### 根据用途分类：
温度计、滴定管、分度吸管、单标线吸管、单标线容量瓶、量筒、量杯、磅称、电子秤、标尺等等

### 根据准确度级别分类：
根据允差的不同，量器有A、B两个准确度级别。

### 根据精密度分类：
很多量器都有不同的精密度，标尺与卡尺、量筒与量杯均有不通的精密度。